# Phytoecia testaceovittata
Phytoecia testaceovittata là một loài bọ cánh cứng trong họ Cerambycidae.